# Giovanni Jervis
Giovanni Jervis(Firenze, 25 de abril de 1933 – Roma, 2 de agosto de 2009) foi um psiquiatra italiano, autor do "Manual Crítico de Psiquiatria" (1975) que descreveu e contextualizou pela primeira vez os sintomas psiquiátricos de modo acessível aos leigos. Foi um dos líderes da Associação Psiquiatria Democrática de seu país, ao lado de Franco Basaglia, com o qual trabalhara no hospital de Gorizia, vindo a se tornar co-autor do livro organizado por este "A Instituição Negada", que expressava a oposição deste movimento aos manicômios. Nos anos setenta, foi diretor do hospital psiquiátrico de Reggio Emilia, década na qual passou a difundir aos estudantes e aos leigos a revolução conceitual que estavam praticando no seu modo de conceber a psiquiatria. Com as ações práticas e teóricas de todos os líderes do movimento nas décadas de 60 e 70, levaram seu país à Reforma Psiquiátrica que influenciou posteriormente a de outros países, como a do Brasil inclusive.